# Mary Somerville
Mary Fairfax Somerville (Jedburgh, 26 de dezembro de 1780 — Nápoles, 28 de novembro de 1872) foi uma cientista e escritora científica escocesa. Estudou matemática e astronomia, tendo sido a primeira mulher nomeada para a Royal Astronomical Society junto de Caroline Herschel.
Quando John Stuart Mill, filósofo e economista, organizou uma grande petição ao Parlamento para estender às mulheres o direito ao voto, a assinatura de Mary era a primeira. Foi eleita pelo jornal Morning Post como "a rainha da ciência do século XIX".

## Biografia

### Primeiros anos
Mary nasceu na mansão da família em Jedburgo, nas fronteiras escocesas, em 1780. A residência era de propriedade de sua tia por parte de mãe, esposa do ministro Thomas Somerville. Era filha do vice-almirante da Marinha Real Sir William George Fairfax. Pela família da mãe, estava ligada a várias proeminentes casas escocesas.
Passou sua infância em Burntisland, perto da costa. Aprendeu a ler e a fazer constas por insistência do pai. Com dez anos de idade foi mandada por um ano para uma escola em Musselburgh, uma instituição bastante cara para a época. Mary aprendeu a ler e escrever um pouco de francês e gramática inglesa nessa época.
Em sua autobiografia, Mary escreveu:
| “ | (...) eu não mais me admirava nos jardins, mas em vaguear pelo interior. Quando a maré baixava, eu passava horas nas areias, observando estrelas do mar e mariscos, ou vendo as crianças cavando em busca de enguias, moluscos e peixes-navalha. Fiz coleções de conchas, coletadas no litoral, algumas tão pequenas que pareciam manchinhas na areia escura. Havia um pequeno pier na praia para o embarque de calcário trazido de minas no interior do país. Fiquei maravilhada ao ver que a superfície destes blocos estavam cobertos por lindas impressões do que pareciam ter sido folhas; como elas pararam ali eu não podia imaginar, mas coletei alguns pequenos pedaços e até alguns grandese os trouxe para minha coleção. | ” |

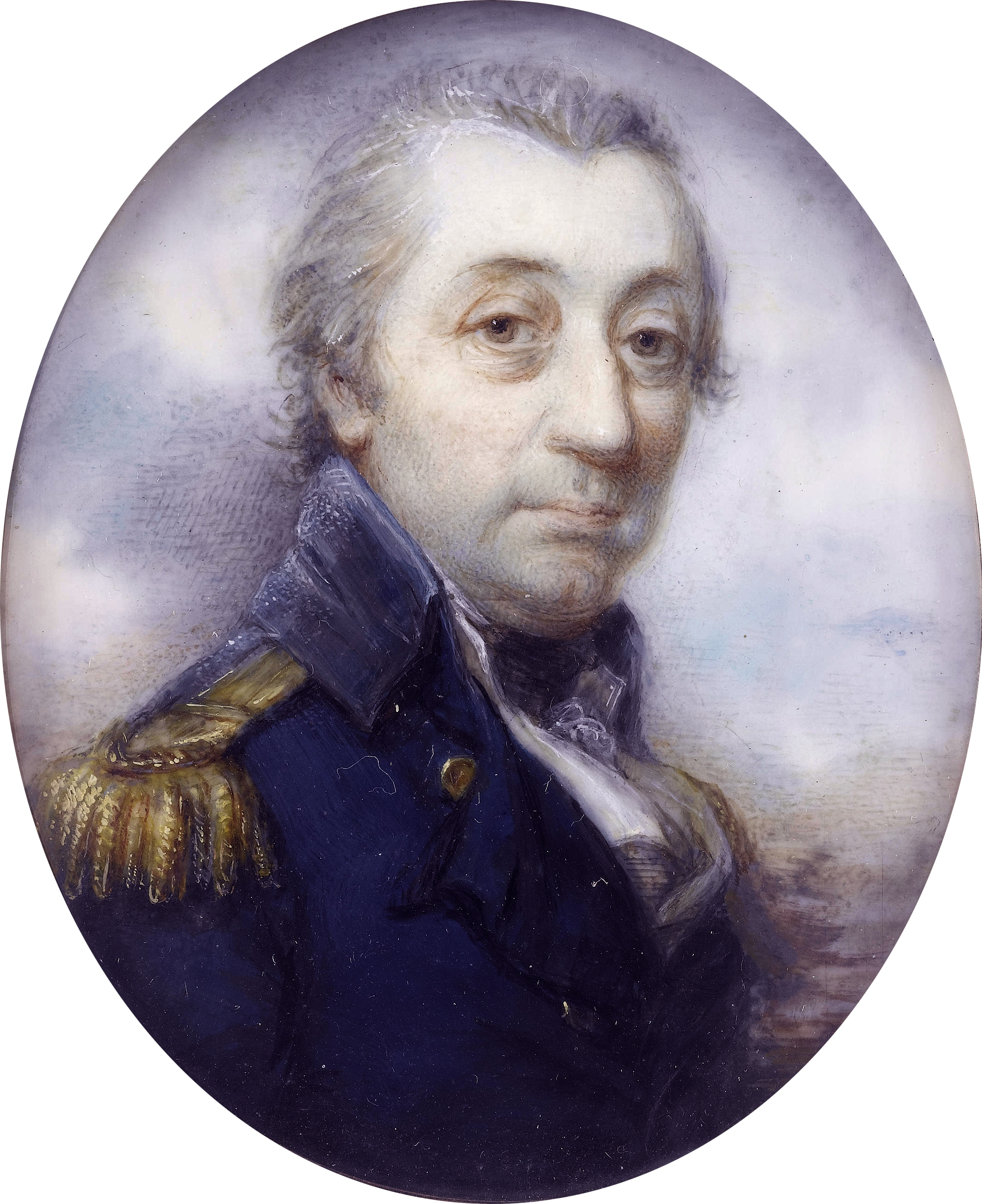
Seu pai, vice-almirante William Fairfax, pintura de 1798

Nos dias de tempo ruim, Mary se ocupava de ler os livros de seu pai na biblioteca, incluindo Shakespeare, além de cumprir tarefas domésticas. Sua tia Janet foi morar com a família e uma vez disse à mãe de Mary que ela não devia deixar a filha perder seu tempo lendo, pois ela não deveria querer ser mais do que um homem. Assim, ela foi enviada para uma escola na vila para aprender a trabalhar com trabalhos manuais e agulhas. Mary se ressentiu pelo fato de ler ser algo tão condenado e que era injusto dar às mulheres o desejo de adquirir conhecimento se eles mesmos consideravam errado adquiri-lo.
O diretor da escola da vila ia na casa da família várias manhãs na semana para ensinar Mary. Em sua autobiografia, Mary lembra que enquanto os garotos aprendiam latim, mas eles acreditavam que para as mulheres bastava aprender a ler para ler a Bíblia e poucas mulheres aprendiam a escrever.
Aos 13 anos, sua mãe a enviou para Edimburgo, para aprender a escrever, durante os meses do inverno, onde ela aproveitou para melhorar sua letra e compreensão das palavras, além de estudar as regras básicas da aritmética. De volta a Burntisland, ela estudou latim sozinha e logo já estava lendo os livros da casa. Enquanto visitava sua tia, Mary conheceu o ministro Thomas Somerville e comentou com ele que vinha tentando aprender latim. Ele lhe garantiu que, na Antiguidade, muitas mulheres eram acadêmicas e assim ele a ensinou o que sabia de latim a partir das obras de Virgílio. De volta a Edimburgo, foi enviada para uma escola de etiqueta, para aprender boas maneiras. Enquanto na capital, ela acompanhava seus tios em visitas, como na casa da família Lyell, em Kinnordy. Foi lá que ela conheceu o famoso geólogo Charles Lyell e dele se tornou amiga.
Com os ideias da Revolução Francesa circulando por toda a Europa e convivendo com as ideias liberais do pai, Mary se ressentia e se revoltava contra a opressão, a tirania e a injustiça no mundo que negava às mulheres os privilégios da educação formal apenas por serem mulheres.
Nos meses de verão, Mary teve acesso a livros básicos sobre álgebra e geometria. Passou parte de seus dias aprendendo a tocar piano e grego, tanto que em breve estaria lendo as obras de Heródoto e Xenofonte. Em Edimburgo, foi-lhe permitido entrar na escola de Alexander Nasmyth, que agora tinha vagas para moças. Vendo que um aluno tinha sido orientado por Alexander a estudar os elementos euclidianos para entender os fundamentos da mecânica e astronomia, Mary não desperdiçou a oportunidade e passou a estudar o mesmo livro do colega para ajudá-la a entender o livro "Navigations", do matemático John Robertson.
Para a família e para a sociedade escocesa, Mary era uma filha educada, polida, que ia aos eventos e mantinha uma postura delicada e suave entre as proeminentes damas da época. Na casa da família, um tutor foi contratado para dar aulas ao irmão mais novo de Mary, Henry. O tutor ensinava grego e latim ao garoto e ela pediu-lhe que comprasse livros básicos de álgebra e geometria. Ele lhe trouxe Elementos, de Euclides, e Álgebra de John Bonnycastle. Mary estudava piano desde a manhã, pintava durante o dia e ainda ficava acordada até tarde estudando Euclides e álgebra. A primeira vez que Mary viu um laboratório foi na residência de Claud Irvine Boswell, Lorde Balmuto. Mary também passou algum tempo com a família Oswald, cuja filha, Elizabeth Oswald, era uma exímia amazona, que se tornaria versada em latim e grego.
Os invernos da família eram, em geral, passados em Edimburgo. No outono de 1797, seu pai venceu a Batalha de Camperdown contra os holandeses e foi feito cavaleiro e coronel dos fuzileiros navais. O irmão mais velho de Mary morreu aos 20 anos, em Calcutá, enquanto servia na Companhia Britânica das Índias Orientais.

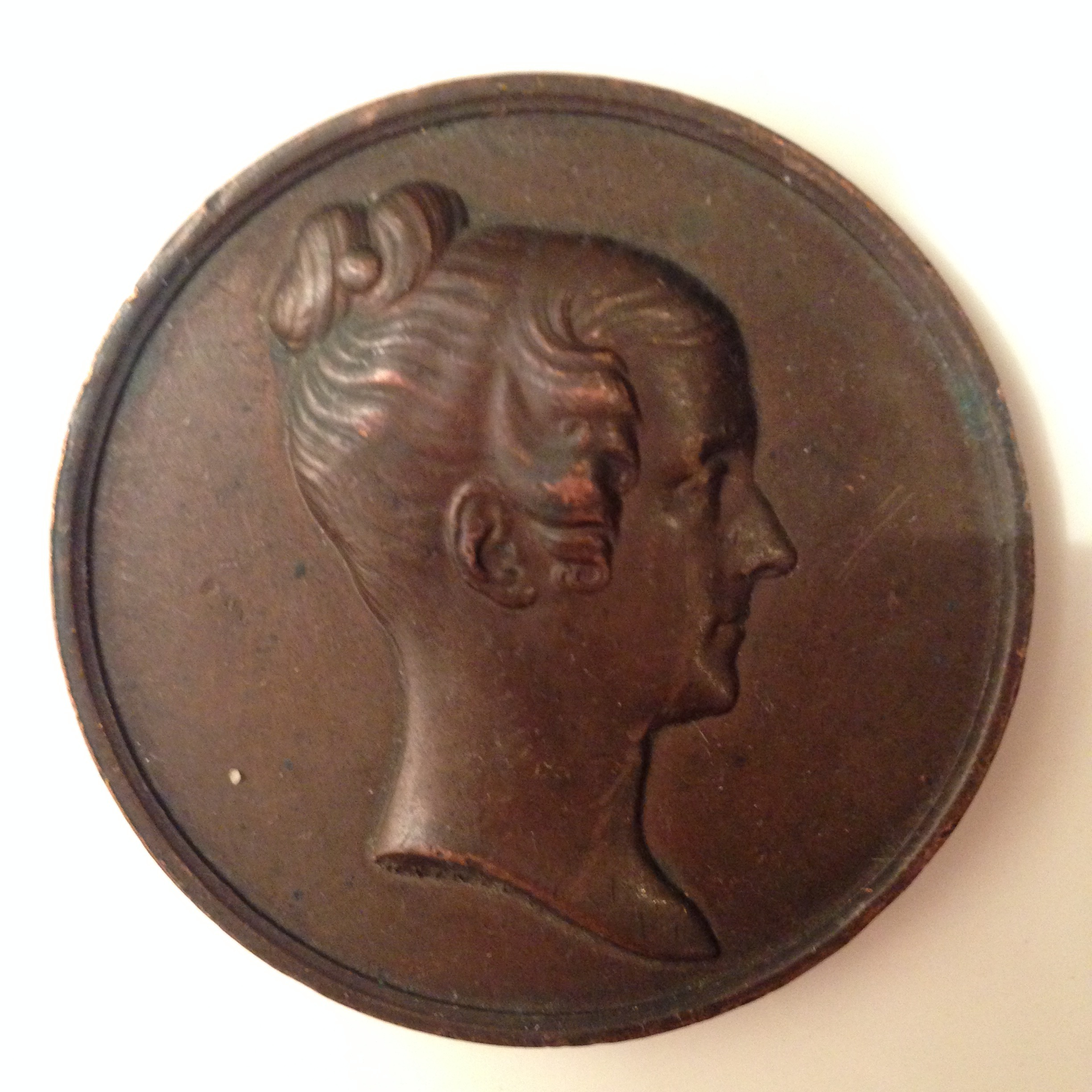
Medalha comemorativa de Mary Somerville

### Casamento e estudos
Mary conheceu seu primeiro marido em 1804, Samuel Creig, seu primo distante. Ele era comissário da Marinha russa e cônsul russo na Inglaterra. O casal teve dois filhos, um deles, Woronzow Greig, tornaria-se advogado e cientista. A família morava em Londres, mas esta não foi uma boa época para Mary. Apesar de poder continuar seus estudos, seu marido não acreditava que mulheres tivessem capacidade para interesses acadêmicos. Samuel nutria um preconceito bastante comum para a época. Mary teve aulas de francês nessa época, pouco antes da morte do marido, em 1807, enquanto ela ainda se recuperava do nascimento do filho mais novo. Desta forma, viúva e com duas crianças, Mary voltou para a Escócia.
Com seu retorno, ela também retomou os estudos na matemática, quando começou a estudar trigonometria, seções cônicas e o livro do astrônomo escocês James Ferguson, Astronomy. Ela também leu a obra de Isaac Newton, Princípios Matemáticos da Filosofia Natural. Sem a influência do preconceito do marido, Mary pode, finalmente, prosseguir com seus interesses intelectuais. O professor de filosofia natural da Universidade de Edimburgo, John Playfair, muito a incentivou em seus estudos e Mary trocava correspondências constantemente com o matemático William Wallace, com quem discutia vários problemas matemáticos. Mary passou a resolver vários deles, publicados no periódico de matemática da Real Academia Militar de Sandhurst e ganhou notoriedade quando resolveu o problema da equação diofantina, pela qual recebeu uma medalha de prata em 1811.
Wallace sugeriu que Mary estudasse os escritos do matemático francês Pierre-Simon Laplace, que resumiu a teoria da gravidade e recolheu os resultados matemáticos que foram estabelecidos nos 50 anos desde a publicação da "Princípios", de Newton. Foi o trabalho sobre os estudos de Laplace que deram à Mary a confiança para prosseguir na ciência.
Seus estudos se estenderam para a astronomia, química, geografia, microscopia, magnetismo e eletricidade. Aos 33 anos, Mary comprou uma biblioteca de livros científicos, com títulos como Elements of Mechanics, de Louis-Benjamin Francœur; Calculus Treatise, de Jean-Baptiste Biot; Algebra, de Sylvestre François Lacroix; Analytical Geometry and Astronomy, de Siméon Denis Poisson; Treatise on Mechanics, de Joseph-Louis Lagrange; Theory of Analytical Functions, de Leonhard Euler; Logarithmus, de François Callet e Application of Analysis to Geometry, de Gaspard Monge.
Em suas memórias, Mary comenta que a matemática andava em baixa na Grã-Bretanha, pois a reverência pelos feitos e teorias de Isaac Newton impediu que os cientistas locais adotassem o cálculo, enquanto fora do país, a ciência vinha se aperfeiçoando a cada dia. Tal bloqueio, para Mary, só foi quebrado em 1816 quando Charles Babbage, John Herschel e George Peacock publicaram a tradução dos trabalhos de Lacroix, considerado na época a obra-prima entre os livros de cálculo. Foi também nessa época que Mary conheceu vários intelectuais da sociedade escocesa, como Henry Brougham, 1º Barão de Brougham e Vaux.
Em 1812, ela se casou com um outro primo, o médico William Somerville, inspetor do comitê médico do Exército, que a encorajou e muito a ajudou em seus estudos científicos. William foi eleito para a Royal Society e juntos, o casal circulava entre vários meios sociais. Mary também era conhecida entre escritores e artistas da época, como J.M.W. Turner. De seu casamento com William, Mary teve mais quatro filhos.
Em 1819, William foi indicado para o Hospital Chelsea e a família se mudou para uma casa do governo britânico, em Londres. Mary conheceu e se tornou amiga da poeta Anne Isabella Milbanke, Lady Byron e baronesa de Wentworth, cuja filha, Ada Lovelace, tomou aulas de matemática com Mary. Foi com Mary que Ada participou de vários encontros científicos, onde em um deles conheceu o engenheiro e matemático Charles Babbage. Mary e Ada mantiveram uma longa amizade e quando se deparou com problemas em cálculo, era com Mary que ela discutia e tirava dúvidas.
Em 1823, a filha mais nova de Mary faleceu. Enquanto viviam em Londres, a família viajava constantemente pela Europa, deixando os filhos com uma governanta alemã. Entre as companhias em viagens, estavam o jurista e político James Mackintosh. Além de visitar pessoas ilustres, eles também recebiam vários convidados famosos, como Maria Edgeworth.

## Morte e legado

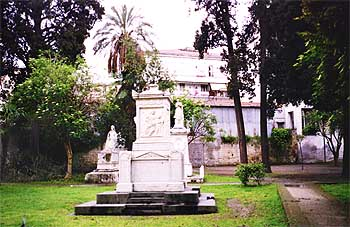
Cemitério Inglês, em Nápoles, estátua de Mary Somerville ao fundo.

De 1833 em diante, o casal Somerville passou a maior parte do tempo na Itália, de onde se correspondiam com um grande número de cientistas e mantiveram vários debates a respeito de fatos e teorias científicas. Em 1868, quatro anos antes de sua morte, aos 91 anos, ela foi a primeira pessoa a assinar a mal-sucedida petição de John Stuart Mill para permitir o voto feminino. Em suas memórias, Mary ressaltou a dificuldade que teve durante a vida para poder estudar e alertou sobre como as leis britânicas eram adversas para a mulher. Foi uma intensa defensora da educação feminina e maior acesso ao ensino superior. Em 1875, a astrônoma Maria Mitchell ouviu de um colega, presidente de uma universidade, que ele só contrataria uma cientista mulher se ela fosse tão boa quanto Mary Somerville".
Mary Somerville faleceu em Nápoles em 29 de novembro de 1872 e foi sepultada no Cemitério Inglês da cidade. No ano seguinte, sua autobiografia foi publicada. Cerca de 10 mil objetos compõem a Coleção Somerville da Biblioteca Bodleiana e no Somerville College, em Oxford, com escritos e trabalhos publicados, além de correspondência com a família, com cientistas e escritores e de amigos próximos, como Ada Lovelace.
O Somerville College ganhou esse nome em homenagem a Mary, assim como a Casa Somerville, em Burntisland, onde ela morou. Em Brisbane, na Austrália, há o colégio Somerville House, uma escola de ensino médio para garotas. O Somerville Club foi fundado em Londres, em 1878. Um asteroide descoberto em 21 de setembro de 1987 por E. Bowell, no Observatório Lowell, em Flagstaff, Arizona, foi nomeado em sua homenagem, o 5771 Somerville. A Cratera Somerville é uma pequena cratera localizada na lua, a leste da cratera Langrenus.

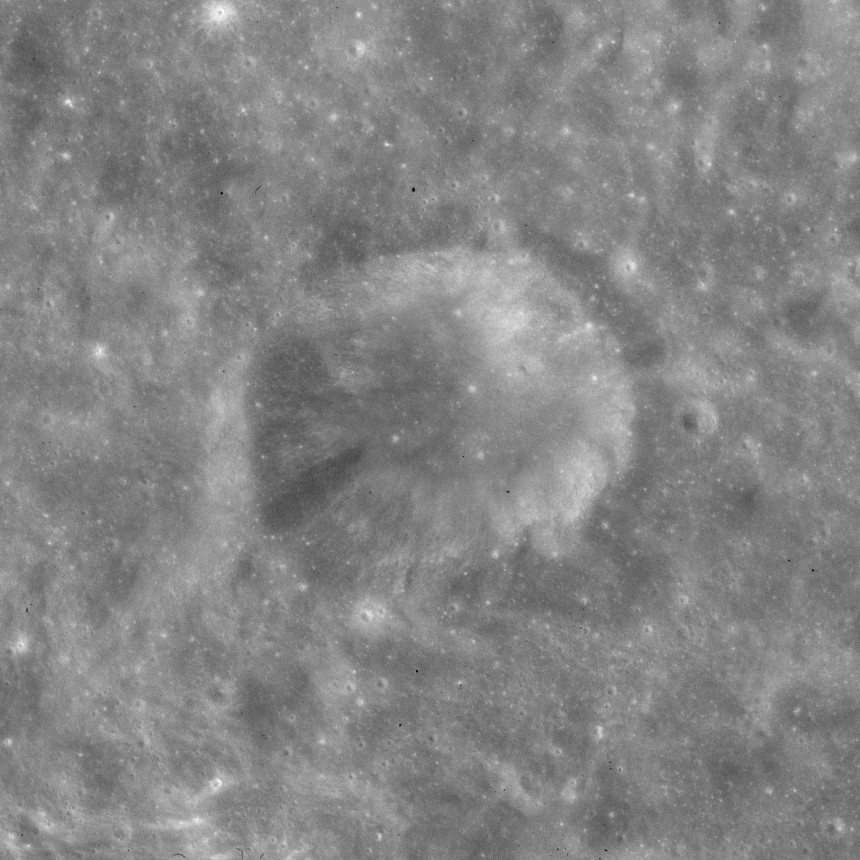
Cratera Somerville

A Ilha Somerville (74°44'N, 96°10'W), uma pequena ilha no Estreito de Barrow, em Nunavut, foi batizada em homenagem a ela durante a primeira das quatro expedições ao Ártico em 1819. O termo cientista foi cunhado por William Whewell, em uma revisão de 1834 da obra de Somerville, On the Connexion of the Sciences.

## Escrita
Ela traduziu a obra de Laplace Mécanique Céleste e popularizou a sua edição (de 1831) sob o título The Mechanism of the Heavens. De acordo com ela, ela traduziu a obra de Laplace "da álgebra para a língua comum". Seus outros trabalhos são On the Connexion of the Physical Sciences (1834), Physical Geography (1848) - que foi usado como apostila até o início do século XX, e Molecular and Microscopic Science (1869).
A popularidade de sua escrita é devido a seu estilo claro. Em 1835, ela passou a receber um salário de £ 300 do governo. Suas obras influenciaram James Clerk Maxwell and John Couch Adams. Sua discussão sobre um possível planeta próximo a Urano, na sexta edição de  On the Connexion of the Physical Sciences (1842) permitiu que Adams buscasse e encontrasse Netuno.

## Obras
- 1825 "The Magnetic Properties of the Violet Rays of the Solar Spectrum"
- 1830 "The Mechanisms of"A Primary Dissertation on the Mechanisms of the Heavens" the Heavens"
- 1832
- 1834 "On the Connection of the Physical Sciences"
- 1848 "Physical Geography"
- 1869 "Molecular and Microscopic Science